# La Servette
Pour les articles homonymes, voir Servette (homonymie).
La Servette est un quartier de la ville de Genève, en Suisse.

## Histoire
Jusqu'au début du XIXe siècle, la Servette n'est pas un quartier, mais un domaine (on parlait autrefois de "campagne"). Racheté puis morcelé dans les années 1820, il devient progressivement une banlieue puis, au fil de son urbanisation, un quartier. Ce n'est toutefois qu'en 1930, à la suite d'un vote populaire, que ce territoire d'abord situé sur la commune du Petit-Saconnex devient partie intégrante de la Ville de Genève.

## Toponymie
Le quartier tire son nom de silva (forêt en latin), probablement devenu par déformation Silvette (petite forêt) puis Servette. Plusieurs rues du quartier rappellent aussi le passé campagnard du lieu : Lilas, Colombier, Prairie, Roses, Orangerie, Asters, etc.

## Population et société

### Gentilé
Les habitants du quartier se nomment les Servettiens.

## Événements marquants

### Explosion du 34, rue de la Servette
Dans la nuit du 12 mai 1979, des appels parviennent à la centrale des sapeurs-pompiers pour rapporter un incendie ayant lieu dans un immeuble locatif situé au 34, rue de la Servette. Alors que les secours sont sur place depuis quelques minutes, une énorme explosion souffle une partie de l'immeuble jusqu'au toit; une cheminée s'écrase au sol, manquant d'emporter avec elle des passants.
L'incident entraîne la plus grosse opération de sauvetage de l'histoire du canton, tandis qu'une septantaine de sapeurs-pompiers (professionnels et volontaires) sont mobilisés.
Construit en 1902, l'immeuble a ensuite été démoli. On peut encore voir des traces de cet événement puisqu'un autre bâtiment, qui constituait le même ensemble, est toujours là, marquant de manière abrupte par un mur borgne l'absence de son "jumeau".

### Incendie du 11 mars 2018
Le dimanche 11 mars 2018 est survenu un drame qui a profondément marqué le quartier. Un incendie s'est déclaré au sommet d'une rangée d'immeubles. Le bâtiment  été touché au niveau des numéros 69, 73 et 75. Il n'y a eu aucune victime à déplorer, mais six personnes ont été touchées lors de cette tragédie. Les habitants ont dû quitter d'urgence leur lieu de résidence. Finalement, quatre-vingt-sept appartements ont été évacués, cela représente plus de cent personnes qui ont dû trouver un logement dans l'urgence. 
Aujourd'hui, la réparation des dégâts est achevée et les locataires ont pu rejoindre leur habitation.

### Évacuation d'urgence des immeubles 89, 91 et 93
Début octobre 2019, les habitants des immeubles 89, 91 et 93 ont dû quitter leur appartement en urgence car la structure de ceux-ci menaçait de s'effondrer.
Le problème a été détecté lors de l'expertise des dalles du bâtiment, après que la Migros a demandé à poser des frigos plus grands, et donc plus lourds. Cette expertise a montré que les structures de ce bâtiment risquent l'effondrement depuis 1996.
Les conséquences de l'abandon de ces immeubles: 26 appartements évacués pour 75 locataires, fermeture d'une blanchisserie, d'un cabinet dentaire, d'un salon de coiffure, d'un tea-room, d'un kiosque, d'une filiale Denner, de la Migros du quartier, du McDonald's. Le consulat de la Thaïlande logeait également dans l'un de ces immeubles, lui aussi a dû déménager.

## Sports
Le quartier donne son nom à trois équipes sportives de Genève : le Servette Football Club 1890, le Genève-Servette Hockey Club et le Servette Rugby Club de Genève.

## Personnalités ayant vécu dans le quartier
- Marcelle Bard, pasteure protestante
- Antoine Carteret (1813-1889), homme politique
- André Oltramare (1884-1947), homme politique, professeur à l'Université de Genève

## Personnalités ayant donné leur nom à une artère du quartier
- Antoine Carteret, homme politique radical genevois (rue Antoine-Carteret);
- Jean-Robert Chouet, philosophe, physicien et homme politique genevois (rue Chouet);
- Famille Cramer, lignée genevoise originaire de Strasbourg comptant plusieurs savants (rue Cramer)[6];
- Johannes Gutenberg, imprimeur allemand (rue Gutenberg);
- Alphonse de Lamartine, poète, romancier, et homme politique français notamment (rue Lamartine);
- Jean-Étienne Liotard, peintre, dessinateur, pastelliste et graveur genevois (rue Liotard);
- Charles Rosselet, homme politique socialiste genevois (rue Charles-Rosselet);
- Adolphe Tschumi, pédagogue genevois (rue Tschumi);
- Henri Veyrassat, ingénieur civil genevois (rue Henri-Veyrassat);

## Bâtiments remarquables
- Église Néo-Apostolique
- Église Saint-Antoine de Padoue
- Groupe scolaire de Geisendorf